# Album III
| Recensione              | Giudizio |
| ----------------------- | -------- |
| AllMusic                |          |
| Robert Christgau        | A-       |
| Dizionario del Pop-Rock |          |
| 24.000 dischi           |          |

Album III è il terzo album di Loudon Wainwright III, pubblicato dalla casa discografica Columbia Records nel novembre del 1972.

## Tracce

### LP
Lato A (AL 31462)
Testi e musiche di Loudon Wainwright III.
1. Dead Skunk – 3:08
2. Red Guitar – 1:47
3. East Indian Princess – 2:57
4. Muse Blues – 2:55
5. Hometeam Crowd – 1:50
6. B Side – 2:27

Lato B (BL 31462)
Testi e musiche di Loudon Wainwright III, eccetto dove indicato.
1. Needless to Say – 3:13
2. Smokey Joe's Cafe – 2:31 (Jerry Leiber, Mike Stoller)
3. New Paint – 3:02
4. Trilogy (circa 1967) – 3:12
5. Drinking Song – 2:54
6. Say That You Love Me – 2:29

## Musicisti
- Loudon Wainwright III – voce, chitarra
- Charlie Brown III (gruppo strumentale "White Cloud") – chitarra elettrica
- Thomas Jefferson Kaye (gruppo strumentale "White Cloud") – chitarra ritmica
- Kenneth Kosek (gruppo strumentale "White Cloud") – fiddle
- Teddy Wender (gruppo strumentale "White Cloud") – pianoforte
- Don Payne (gruppo strumentale "White Cloud") – basso
- Richard Crooks (gruppo strumentale "White Cloud") – [[Batteria (strumento musicale<)|batteria]]

Musicisti aggiunti
- David Amram – corno francese
- Richard Davis – contrabbasso
- Hugh McCracken – chitarra
- Jimmy Ryan – chitarra
- "Sailor" Bob Schmidt – organo a bocca
- Tom Watson – basso elettrico
- Eric Weissberg – chitarra, dobro
- Bill Keith – banjo, chitarra pedal steel
- Elliott Randall – chitarra elettrica

Note aggiuntive
- Thomas Jefferson Kaye – produttore, arrangiamenti
- Milton Kramer – produttore esecutivo
- Registrazioni e mixaggio effettuati al "914 Studios" (eccetto brano: "B Side")
- Brooks Arthur – ingegnere delle registrazioni e del mixaggio ("914 Studios")
- Mixaggi addizionali effettuati al "A&R Studios" da Elliot Sheiner
- Brano "B Side" registrato e mixato da Will Roper al "Marquee Studios" di Londra (Inghilterra)
- Fred Lombardi – foto copertina frontale album originale
- Don Hunstein e Sandy Speiser – foto retrocopertina album originale
- Karenlee Grant – design copertina album originale[6]

## Classifica
Album
| Anno | Classifica    | Posizione raggiunta |
| ---- | ------------- | ------------------- |
| 1973 | Billboard 200 | 102                 |

Singoli
| Anno | Titolo del brano | Classifica        | Posizione raggiunta |
| ---- | ---------------- | ----------------- | ------------------- |
| 1973 | Dead Skunk       | Billboard Hot 100 | 16                  |